# Douglas Wilmer
Douglas Wilmer (n. 8 ianuarie 1920, Londra, Regatul Unit al Marii Britanii și Irlandei – d. 31 martie 2016, Ipswich, Anglia, Regatul Unit) a fost un actor englez. Este cel mai cunoscut pentru interpretarea rolului lui Sherlock Holmes în serialul TV Sherlock Holmes din 1965.

## Biografie
S-a născut în Brentford, Middlesex și a absolvit King's School, Canterbury și Stonyhurst College.

## Filmografie
- It is Midnight, Doctor Schweitzer (1953; TV film) - Father Charles
- Sacrifice to the Wind (1954; TV film) - Menelaus
- The Men of Sherwood Forest (1954) - Sir Nigel Saltire
- Richard III (1955) - The Lord Dorset
- Passport to Treason (1956) - Dr. Randolf
- The Battle of the River Plate (1956) - M. Desmoulins - French Minister, Montevideo
- An Honourable Murder (1960) - R. Cassius
- El Cid (1961) - Moutamin
- Marco Polo (1962)
- Cleopatra (1963) - Decimus
- Jason and the Argonauts (1963) - Pelias
- The Fall of the Roman Empire (1964) - Niger
- Woman of Straw (1964) - Dr. Murray (scenes deleted)
- A Shot in the Dark (1964) - Henry LaFarge
- The Golden Head (1964) - Detective Inspector Stevenson
- One Way Pendulum (1964) - Judge / Maintenance Man
- Khartoum (1966) - Khalifa Abdullah
- The Brides of Fu Manchu (1966) - Nayland Smith
- The Vengeance of Fu Manchu (1967) - Nayland Smith
- Hammerhead (1968) - Pietro Vendriani
- A Nice Girl Like Me (1969) - Postnatal Clinic Doctor
- The Reckoning (1969) - Moyle
- Patton (1970) - Major General Freddie de Guingand
- Cromwell (1970) - Sir Thomas Fairfax
- The Vampire Lovers (1970) - Baron Joachim Von Hartog
- Journey to Murder (1971) - Harry Vaneste (Do Me a Favor and Kill Me)
- Unman, Wittering and Zigo (1971) - Headmaster
- Antony and Cleopatra (1972) - Agrippa
- The Golden Voyage of Sinbad (1973) - Vizier
- The Adventure of Sherlock Holmes' Smarter Brother (1975) - Sherlock Holmes
- The Incredible Sarah (1976) - Montigny
- Revenge of the Pink Panther (1978) - Police Commissioner
- Rough Cut (1980) - Maxwell Levy
- Octopussy (1983) - Jim Fanning
- Sword of the Valiant (1984) - The Black Knight